# Campionato mondiale di hockey su ghiaccio - Prima Divisione 2008
Il Campionato mondiale di hockey su ghiaccio - Prima Divisione 2008 è stato un torneo di hockey su ghiaccio organizzato dall'International Ice Hockey Federation. Il torneo si è disputato fra il 13 e il 19 aprile 2008. Le dodici squadre partecipanti sono state divise in due gironi da sei ciascuno. Il torneo del Gruppo A si è svolto nella città di Innsbruck, in Austria. Le partite del Gruppo B invece si sono disputate a Sapporo, in Giappone. L'Austria ha vinto il Gruppo A mentre l'Ungheria il Gruppo B, garantendosi così la partecipazione al Campionato mondiale di hockey su ghiaccio maschile 2009. Al contrario la Corea del Sud e l'Estonia, giunte all'ultimo posto dei rispettivi gironi, sono state retrocesse per il 2009 in Seconda Divisione. La Romania e l'Australia, vincitrici dei due gironi della Seconda Divisione, sostituiscono nel 2009 la Corea del Sud e l'Estonia.

## Partecipanti

### Gruppo A
| Nazionale     | Qualificazione                                                |
| ------------- | ------------------------------------------------------------- |
| Austria       | Ospitante, quindicesima e retrocessa dal Gruppo A del 2007.   |
| Polonia       | Seconda nella Prima Divisione - Gruppo A del 2007.            |
| Kazakistan    | Terzo nella Prima Divisione - Gruppo A del 2007.              |
| Regno Unito   | Quarto nella Prima Divisione - Gruppo B del 2007.             |
| Paesi Bassi   | Quinti nella Prima Divisione - Gruppo A del 2007.             |
| Corea del Sud | Prima e promossa dalla Seconda Divisione - Gruppo B del 2007. |

### Gruppo B
| Nazionale | Qualificazione                                                |
| --------- | ------------------------------------------------------------- |
| Ucraina   | Sedicesima e retrocessa dal Gruppo A del 2007.                |
| Ungheria  | Seconda nella Prima Divisione - Gruppo B del 2007.            |
| Giappone  | Ospitante, terzo nella Prima Divisione - Gruppo B del 2007.   |
| Estonia   | Quarta nella Prima Divisione - Gruppo A del 2007.             |
| Lituania  | Quinta nella Prima Divisione - Gruppo B del 2007.             |
| Croazia   | Prima e promossa dalla Seconda Divisione - Gruppo A del 2007. |

## Gruppo A

### Incontri
| Innsbruck 13 aprile 2008, ore 13:30 | Paesi Bassi | 3 – 6 (1-3; 1-0; 1-3) referto | Kazakistan | Olympiaworld Innsbruck (1.354 spett.) |

| Innsbruck 13 aprile 2008, ore 16:30 | Regno Unito    | 1 – 1 (d.t.s.) (0-1; 1-0; 0-0; 0-0) referto | Polonia | Olympiaworld Innsbruck (2.490 spett.) |
| Shootout 0 – 1                      |                |                                             |         |                                       |
|                                     |                |                                             |         |                                       |
|                                     | Shootout 0 – 1 |                                             |         |                                       |

| Innsbruck 13 aprile 2008, ore 20:30 | Corea del Sud | 0 – 8 (0-3; 0-4; 0-1) referto | Austria | Olympiaworld Innsbruck (3.100 spett.) |

| Innsbruck 14 aprile 2008, ore 13:30 | Polonia | 6 – 4 (2-2; 1-1; 3-1) referto | Paesi Bassi | Olympiaworld Innsbruck (1.090 spett.) |

| Innsbruck 14 aprile 2008, ore 17:00 | Kazakistan | 5 – 1 (2-0; 1-0; 2-1) referto | Corea del Sud | Olympiaworld Innsbruck (1.270 spett.) |

| Innsbruck 14 aprile 2008, ore 20:00 | Austria | 10 – 5 (4-3; 3-0; 3-2) referto | Regno Unito | Olympiaworld Innsbruck (3.100 spett.) |

| Innsbruck 16 aprile 2008, ore 13:30 | Corea del Sud | 1 – 4 (0-1; 0-1; 1-2) referto | Regno Unito | Olympiaworld Innsbruck (897 spett.) |

| Innsbruck 16 aprile 2008, ore 17:00 | Polonia        | 3 – 3 (d.t.s.) (0-1; 0-1; 3-1; 0-0) referto | Kazakistan | Olympiaworld Innsbruck (2.132 spett.) |
| Shootout 0 – 1                      |                |                                             |            |                                       |
|                                     |                |                                             |            |                                       |
|                                     | Shootout 0 – 1 |                                             |            |                                       |

| Innsbruck 16 aprile 2008, ore 20:30 | Austria | 5 – 1 (0-0; 1-1; 4-0) referto | Paesi Bassi | Olympiaworld Innsbruck (3.100 spett.) |

| Innsbruck 18 aprile 2008, ore 13:30 | Regno Unito | 8 – 1 (2-0; 4-0; 2-1) referto | Paesi Bassi | Olympiaworld Innsbruck (1.249 spett.) |

| Innsbruck 18 aprile 2008, ore 17:00 | Polonia | 4 – 1 (0-0; 2-1; 2-0) referto | Corea del Sud | Olympiaworld Innsbruck (2.005 spett.) |

| Innsbruck 18 aprile 2008, ore 20:30 | Kazakistan | 3 – 4 (1-1; 1-2; 1-1) referto | Austria | Olympiaworld Innsbruck (3.200 spett.) |

| Innsbruck 19 aprile 2008, ore 13:30 | Paesi Bassi | 6 – 5 (d.t.s.) (2-1; 2-3; 1-1) referto | Corea del Sud | Olympiaworld Innsbruck (1.890 spett.) |

| Innsbruck 19 aprile 2008, ore 17:00 | Kazakistan | 3 – 1 (1-1; 0-0; 2-0) referto | Regno Unito | Olympiaworld Innsbruck (2.400 spett.) |

| Innsbruck 19 aprile 2008, ore 20:30 | Austria | 7 – 3 (1-1; 5-0; 1-2) referto | Polonia | Olympiaworld Innsbruck (3.200 spett.) |

### Classifica
| Pos. |               | PG | V | VOT | POT | P | GF | GS | DR  | Pt |
| 1.   | Austria       | 5  | 5 | 0   | 0   | 0 | 34 | 12 | +22 | 15 |
| 2.   | Kazakistan    | 5  | 3 | 1   | 0   | 1 | 21 | 12 | +9  | 11 |
| 3.   | Polonia       | 5  | 3 | 1   | 1   | 1 | 18 | 17 | +1  | 9  |
| 4.   | Regno Unito   | 5  | 2 | 0   | 1   | 2 | 19 | 17 | +2  | 7  |
| 5.   | Paesi Bassi   | 5  | 0 | 1   | 0   | 4 | 15 | 30 | -15 | 2  |
| 6.   | Corea del Sud | 5  | 0 | 0   | 1   | 4 | 8  | 27 | -19 | 1  |

### Riconoscimenti individuali
- Miglior portiere: Sergej Ogureshnikov -  Kazakistan
- Miglior difensore: Artëm Argokov -  Kazakistan
- Miglior attaccante: Dieter Kalt -  Austria

### Classifica marcatori
| Giocatore             | PG | G | A | Pt | +/- | MP |
| --------------------- | -- | - | - | -- | --- | -- |
| Dieter Kalt           | 5  | 5 | 6 | 11 | +2  | 0  |
| Greg Chambers         | 5  | 4 | 7 | 11 | +5  | 6  |
| Oliver Setzinger      | 5  | 3 | 8 | 11 | +6  | 0  |
| Thomas Vanek          | 5  | 5 | 5 | 10 | +2  | 6  |
| Thomas Koch           | 5  | 2 | 7 | 9  | +2  | 2  |
| David Clarke          | 5  | 3 | 5 | 8  | +1  | 0  |
| Greg Owen             | 5  | 3 | 5 | 8  | +3  | 4  |
| Krzystof Zapala       | 5  | 3 | 7 | 7  | +3  | 4  |
| Gerhard Unterluggauer | 5  | 3 | 3 | 6  | +2  | 0  |
| Jonathan Weaver       | 5  | 3 | 3 | 6  | +4  | 4  |

Fonte: IIHF.com

### Classifica portieri
| Giocatore            | Min    | TC  | GS | SO | MGS  | Sv%   |
| -------------------- | ------ | --- | -- | -- | ---- | ----- |
| Stephen James Murphy | 200:00 | 120 | 8  | 0  | 2.40 | 93.33 |
| Sergej Ogureshnikov  | 295:23 | 99  | 11 | 0  | 2.23 | 88.89 |
| Phil Groeneveld      | 282:55 | 185 | 27 | 0  | 5.73 | 85.41 |
| Rafal Radziskewski   | 230:00 | 91  | 15 | 0  | 3.91 | 83.52 |
| Ho Seung Son         | 253:24 | 127 | 22 | 0  | 5.21 | 82.68 |

Fonte: IIHF.com

## Gruppo B

### Incontri
| Sapporo 13 aprile 2008, ore 13:00 | Croazia | 0 – 4 (0-1; 0-1; 0-2) referto | Ucraina | Tsukisamu Green Dome (593 spett.) |

| Sapporo 13 aprile 2008, ore 16:30 | Estonia | 3 – 5 (1-2; 2-1; 0-2) referto | Ungheria | Tsukisamu Green Dome (978 spett.) |

| Sapporo 13 aprile 2008, ore 20:00 | Lituania | 0 – 5 (0-4; 0-0; 0-1) referto | Giappone | Tsukisamu Green Dome (708 spett.) |

| Sapporo 14 aprile 2008, ore 13:00 | Ucraina | 3 – 1 (0-0; 2-1; 1-0) referto | Estonia | Tsukisamu Green Dome (195 spett.) |

| Sapporo 14 aprile 2008, ore 16:30 | Ungheria | 6 – 0 (2-0; 2-0; 2-0) referto | Lituania | Tsukisamu Green Dome (708 spett.) |

| Sapporo 14 aprile 2008, ore 20:00 | Giappone | 3 – 0 (1-0; 0-0; 2-0) referto | Croazia | Tsukisamu Green Dome (1.145 spett.) |

| Sapporo 16 aprile 2008, ore 13:00 | Croazia        | 1 – 1 (d.t.s.) (0-1; 1-0; 0-0; 0-0) referto | Estonia | Tsukisamu Green Dome (153 spett.) |
| Shootout 1 – 0                    |                |                                             |         |                                   |
|                                   |                |                                             |         |                                   |
|                                   | Shootout 1 – 0 |                                             |         |                                   |

| Sapporo 16 aprile 2008, ore 16:30 | Ucraina | 6 – 1 (4-0; 1-1; 1-0) referto | Lituania | Tsukisamu Green Dome (438 spett.) |

| Sapporo 16 aprile 2008, ore 20:00 | Ungheria | 4 – 2 (0-0; 3-1; 1-1) referto | Giappone | Tsukisamu Green Dome (1.363 spett.) |

| Sapporo 18 aprile 2008, ore 13:00 | Estonia | 1 – 4 (0-1; 1-1; 0-2) referto | Lituania | Tsukisamu Green Dome (238 spett.) |

| Sapporo 18 aprile 2008, ore 16:30 | Ungheria | 3 – 0 (0-0; 1-0; 2-0) referto | Croazia | Tsukisamu Green Dome (541 spett.) |

| Sapporo 18 aprile 2008, ore 20:00 | Giappone       | 2 – 2 (d.t.s.) (0-0; 2-2; 0-0; 0-0) referto | Ucraina | Tsukisamu Green Dome (1.879 spett.) |
| Shootout 0 – 1                    |                |                                             |         |                                     |
|                                   |                |                                             |         |                                     |
|                                   | Shootout 0 – 1 |                                             |         |                                     |

| Sapporo 19 aprile 2008, ore 13:00 | Lituania | 4 – 3 (0-2; 1-0; 3-1) referto | Croazia | Tsukisamu Green Dome (989 spett.) |

| Sapporo 19 aprile 2008, ore 16:30 | Giappone | 7 – 3 (4-2; 1-0; 2-1) referto | Estonia | Tsukisamu Green Dome (2.386 spett.) |

| Sapporo 19 aprile 2008, ore 20:00 | Ucraina | 2 – 4 (0-2; 2-1; 0-1) referto | Ungheria | Tsukisamu Green Dome (2.544 spett.) |

### Classifica
| Pos. |          | PG | V | VOT | POT | P | GF | GS | DR  | Pt |
| 1.   | Ungheria | 5  | 5 | 0   | 0   | 0 | 22 | 7  | +15 | 15 |
| 2.   | Ucraina  | 5  | 3 | 1   | 0   | 1 | 18 | 8  | +10 | 11 |
| 3.   | Giappone | 5  | 3 | 0   | 1   | 1 | 19 | 10 | +9  | 10 |
| 4.   | Lituania | 5  | 2 | 0   | 0   | 3 | 9  | 21 | -12 | 6  |
| 5.   | Croazia  | 5  | 0 | 1   | 0   | 4 | 5  | 15 | -10 | 2  |
| 6.   | Estonia  | 5  | 0 | 0   | 1   | 4 | 9  | 21 | -12 | 1  |

### Riconoscimenti individuali
- Miglior portiere: Vanja Belic -  Croazia
- Miglior difensore: Aaron Keller -  Giappone
- Miglior attaccante: Krisztian Palkovics -  Ungheria